# Kadherin

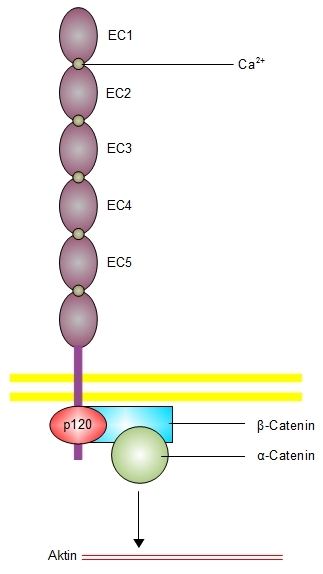
Příklad kadherinu: E-kadherin, který je stavební částicí adhezivních spojů

Kadheriny (též cadheriny, z anglického „calcium-dependent adhesion“) tvoří skupinu transmembránových proteinů podílejících se na stavbě mezibuněčných spojů. U živočichů známe více než 100 druhů kadherinů, které jsou kódovány rodinou genů a dále upravovány alternativním sestřihem. Jejich schopnost adheze (přilnutí) je podmíněna přítomností vápenatých kationtů v okolním prostředí. V typickém případě se skládají z pěti podobných extracelulárních domén (z nichž tři vážou vápník) a jedné vnitrobuněčné domény, která se často váže na cytoskelet. Kadheriny patří mezi tzv. homofilní adhezivní molekuly, což znamená, že se obvykle každý kadherin váže na stejný kadherin na sousední buňce.

## Třídy
K známých kadherinům patří zejména:
- Klasické kadheriny jsou často součástí tzv. adhezních spojů a přes katenin se vážou na aktinová filamenta. Patří k nim E-kadherin (na epiteliích i jinde), R-kadherin (na sítnici [retině] a jinde), N-kadherin (v nervech, svalech, epitelech) a P-kadherin.
- Dezmozomální kadheriny se vyskytují v jiném typu buněčného spoje, v tzv. dezmozomu, a interagují s intermediárními filamenty. Patří k nim desmokolin a desmoglein a vyskytují se např. v epitelech a v srdci.
- K dalším kadherinům patří namátkou embryonální T-kadherin vázaný k membráně GPI kotvou, protokadheriny a RET protoonkogen.